# Oceanische lithosfeer

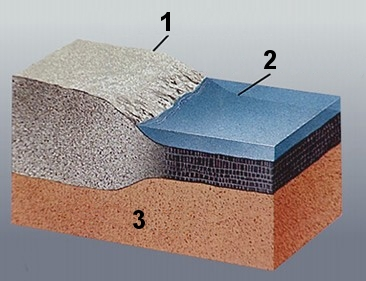
Doorsnede van de aardkorst: 1 - continentale lithosfeer; 2 - oceanische lithosfeer met oceaan erboven; 3 - asthenosfeer.

Oceanische lithosfeer is het type lithosfeer dat onder de diepe delen van de oceanen voorkomt. Het andere type lithosfeer is continentale lithosfeer. Tektonische platen kunnen uit een combinatie van continentale en oceanische lithosfeer bestaan. Oceanische lithosfeer is dunner (ongeveer 100 km dik) en heeft een hogere dichtheid dan continentale lithosfeer. Het grootste deel bestaat uit lithosferische mantel. Onder de Grote Oceaan bijvoorbeeld is de korst maar ongeveer 6 km dik.
Volgens de theorie van de platentektoniek ontstaat oceanische lithosfeer door oceanische spreiding bij de mid-oceanische ruggen, waarbij het aangroeit door omhoogkomend magma. Oceanische lithosfeer zal door langzame afkoeling een steeds hogere dichtheid krijgen naarmate het ouder wordt (het krimpt in). Na enige tijd van afkoelen (zo rond de 40 Ma) is het zwaarder dan de onderliggende asthenosfeer. Daardoor zal het gemakkelijk subduceren als het bij een subductiezone aankomt. 
Dit heeft als gevolg dat oceanische lithosfeer ouder dan 180 Ma nauwelijks gevonden wordt onder de oceanen. Oudere oceanische lithosfeer wordt wel soms in gebergtes gevonden in tektonische fragmenten (zogenaamde ofiolieten), maar vaak zijn die gemetamorfoseerd zodat de oorspronkelijke gesteentesamenstelling verloren is gegaan.